# Jumpasri United Football Club
El Jumpasri United Football Club es un equipo de fútbol de Tailandia localizado en Maha Sarakham que pertenece a la Liga Premier de Tailandia, la liga de fútbol más importante del país.
Fue fundado en 1977 en la provincia de Saraburi. Los colores del equipo son los de su principal patrocinador M-150, una marca de bebidas energéticas.

## Historia
| Año  | Evento(s) |
| ---- | --- |
| 1977 | - Nace como Osotspa Saraburi FC |
| 1997 | - Desciende a la División 1 de Tailandia en la Temporada 1996/97 - Asciende a la Liga Premier de Tailandia en la Temporada 1997 |
| 1999 | - Subcampeones de la Copa de Tailandia |
| 2002 | - Califica a la Liga de Campeones de la AFC por primera vez - Campeón de la Copa de la Reina por primera vez - Gana la Copa Kor Royal por primera vez - Subcampeón de la Liga Premier de Tailandia |
| 2003 | - Campeón de la Copa de la Reina por 2.ª ocasión |
| 2004 | - Chatchai Paholpat es el nuevo entrenador - Campeón de la Copa de la Reina por 3.ª vez |
| 2006 | - Trasladados, usan la Rattana Bundit University Sports Field para los juegos de local - Subcampeón de la Liga Premier de Tailandia - Chatchai Paholpat despedido como entrenador |
| 2007 | - Rebautizado como Osotspa M-150 por los patrocinadores - Trasladados, usan el Osotsapa Stadium para los juegos de local - Califica a la Copa de la AFC por primera vez - Los Juegos de la Copa de la AFC son en el Royal Thai Army Stadium - Gana la Copa Kor Royal por 2.ª vez - Arjharn Srongngamsub nombrado nuevo entrenador |
| 2009 | - Trasladados a media temporada a la provincia de Saraburi y rebautizados como Osotspa Saraburi - El Saraburi Central Stadium es confirmado como nueva sede por las siguientes 2 temporadas |
| 2015 | - Trasladados de vuelta a Bangkok y pasan a jugar en el Estadio Nacional Rajamangala - A media temporada se mudan a la provincia de Samut Prakan y pasa a llamarse Osotspa M-150 Samut Prakan F.C. |
| 2016 | - Osotspa Co, Ltd. decide despegarse del club de fútbol para ser una entidad independiente luego de una reorganización interna. - Super Power Football Venture adquiere al club y pasa a llamarse Super Power Samut Prakan F.C.                                                                                                   |
| 2017 | - El club se muda a la provincia de Maha Sarakham y se fusiona con el Jumpasri United, equipo de categoría aficionada. |
| 2018 | - El club no obtuvo el permiso para jugar en la Primera División de Tailandia, por lo que fue suspendido por dos años y regresaría a la actividad hasta 2020 en la cuarta categoría. |

## Palmarés
- Liga Premier de Tailandia: 0
  - Subcampeones: 2

2002, 2006
- - Tercer lugar: 2

2004, 2005
- Copa de la Reina: 3

2002, 2003, 2004
- Copa de Tailandia: 0
  - Subcampeones: 1

1999
- Copa Kor Royal: 2

2002, 2007

## Participación en competiciones de la AFC
| Temporada | Torneo               | Ronda                                  | Club                  | Casa | Visita |
| --------- | -------------------- | -------------------------------------- | --------------------- | ---- | ------ |
| 2002–03   | AFC Champions League | Zona Clasificatoria 2 (Este)/2.ª ronda | Persita Tangerang     | 1–0  | 0–0    |
| 2002–03   | AFC Champions League | Zona Clasificatoria 2 (Este)/2.ª ronda | Churchill Brothers    | 6–3  | 1–1    |
| 2002–03   | AFC Champions League | Fase de grupos                         | Seongnam Ilhwa Chunma |      | 6–0    |
| 2002–03   | AFC Champions League | Fase de grupos                         | Dalian Shide          |      | 7–1    |
| 2002–03   | AFC Champions League | Fase de grupos                         | Shimizu S-Pulse       |      | 7–0    |
| 2007      | AFC Cup              | Fase de grupos                         | Pahang FA             | 4–0  | 0–4    |
| 2007      | AFC Cup              | Fase de grupos                         | Tampines Rovers       | 3–0  | 2–1    |
| 2007      | AFC Cup              | Fase de grupos                         | Mohun Bagan           | 0–0  | 1–0    |

## Cuerpo Técnico
| Entrenador           | Piroj Bawornwattanadirok |
| Asistente Entrenador | Niwat Wongaree           |
| Asistente Entrenador | Sirisak Yodyathai        |

## Ex Entrenadores
- Chatchai Paholpat (1996-06)
- Arjhan Srong-ngamsub (2007-09)
- Pairoj Borwonwattanadirok (2010-)

## Jugadores

### Plantel 2017/18

#### Altas y bajas 2017–18 (verano)
| Altas   | Altas    | Altas       | Altas | Altas |
| Jugador | Posición | Procedencia | Tipo  | Costo |
| ------- | -------- | ----------- | ----- | ----- |

| Bajas        | Bajas          | Bajas                 | Bajas     | Bajas        |
| Jugador      | Posición       | Destino               | Tipo      | Costo        |
| ------------ | -------------- | --------------------- | --------- | ------------ |
| Farid Madsoh | Centrocampista | Thai Honda Ladkrabang | Traspaso. | No revelado. |

## Jugadores destacados
| - Kabfah Boonmatoon - Chaiyong Khumpiam - Sarayoot Chaikamdee - Therdsak Chaiman - Kobdej Chobmanotham - Somkid Chuenta - Thawatchai Damrong-Ongtrakul - Sinthaweechai Hathairattanakool - Kittisak Jaihan - Vimol Jankam | - Nontapan Jeansatawong - Sakda Joemdee - Decha Phetakua - Sumanya Purisai - Tongchai Rattanachai - Kittisak Rawangpa - Paitoon Tiepma - Polawat Wangkahart - Worawut Wangsawad - Narong Wisetsri | - Hiromichi Katano - Richard Nguiamba - Michel Tcheumaleu - Bamba - Koné Kassim - Khaled Kharroubi - Cleiton - Pina - Roberto da Silva - Benoit Lumineau |

## Clubes asociados
- Bangkok United FC
- Saraburi FC